# Wiedemannia czernyi
Wiedemannia czernyi är en tvåvingeart som först beskrevs av Mario Bezzi 1905.  Wiedemannia czernyi ingår i släktet Wiedemannia och familjen dansflugor. Inga underarter finns listade i Catalogue of Life.